# シティ・オブ・パリ (客船・2代)
シティ・オブ・パリ (SS City of Paris) はインマン・ラインの所有した客船。姉妹船はシティ・オブ・ニューヨーク。

## 船歴
シティ・オブ・パリはスコットランド、クライドバンクのジョン・ブラウン・アンド・カンパニーで建造される。シティ・オブ・ニューヨーク進水の7ヶ月後に進水し、1889年3月19日に公試を行い、4月3日に処女航海に出航した。20ノットの速度を出し、客船エトルリアのブルーリボン賞の記録を更新した。1891年にホワイト・スター・ラインの客船マジェスティックにより記録を更新されたものの、1892年に再び記録を更新し、翌年までそれを保持している。シティ・オブ・パリは東回り航路の記録を1892年に姉妹船のシティ・オブ・ニューヨークによって破られるまで保持していた。2隻は1893年にインマン・ラインからアメリカン・ラインに移籍し、同時にイギリス政府による資金援助が廃止された。シティ・オブ・パリはパリ (Paris) と改名され、アメリカ・イギリス間の航路を航行した。米西戦争の間、アメリカ海軍はパリをチャーターし、イェール (USS Yale) として運用した。戦後は再びパリと改名し、商用運航された。
1899年5月21日、西回り航路を航行中、パリはイギリス西部で座礁した。離礁が試みられた後、ひどく破損したパリはアイルランドのベルファストで修復が行われ、新たな主機と、2本の高い煙突に代えて3本の煙突が装着された。パリはフィラデルフィア (Philadelphia) と改名され、北大西洋での旅客輸送を再開する。アメリカ合衆国が1917年に第一次世界大戦に参戦すると、フィラデルフィアはアメリカ軍の兵員輸送に従事した。ヨーロッパへの輸送任務は1918年まで続けられ、その後にアメリカ海軍が船を取得し、ハリスバーグ (USS Harrisburg) と改名された。1919年に船主に返還されると再びフィラデルフィアと改名し、アメリカ、イギリス、フランス間での旅客輸送を再開した。フィラデルフィアは老朽化していたものの、1922年に売却される。新たな所有者はフィラデルフィアを地中海で運航するよう計画したが、財政上の問題でイタリアのナポリで足止めされた。その後、フィラデルフィアは1923年にスクラップとして売却されるまで同所で停泊した。